# Girolamo Porro
Girolamo Porro (* ca. 1520 in Padua; † nach 1604) war ein italienischer Kupferstecher, Holzschneider und Verleger.

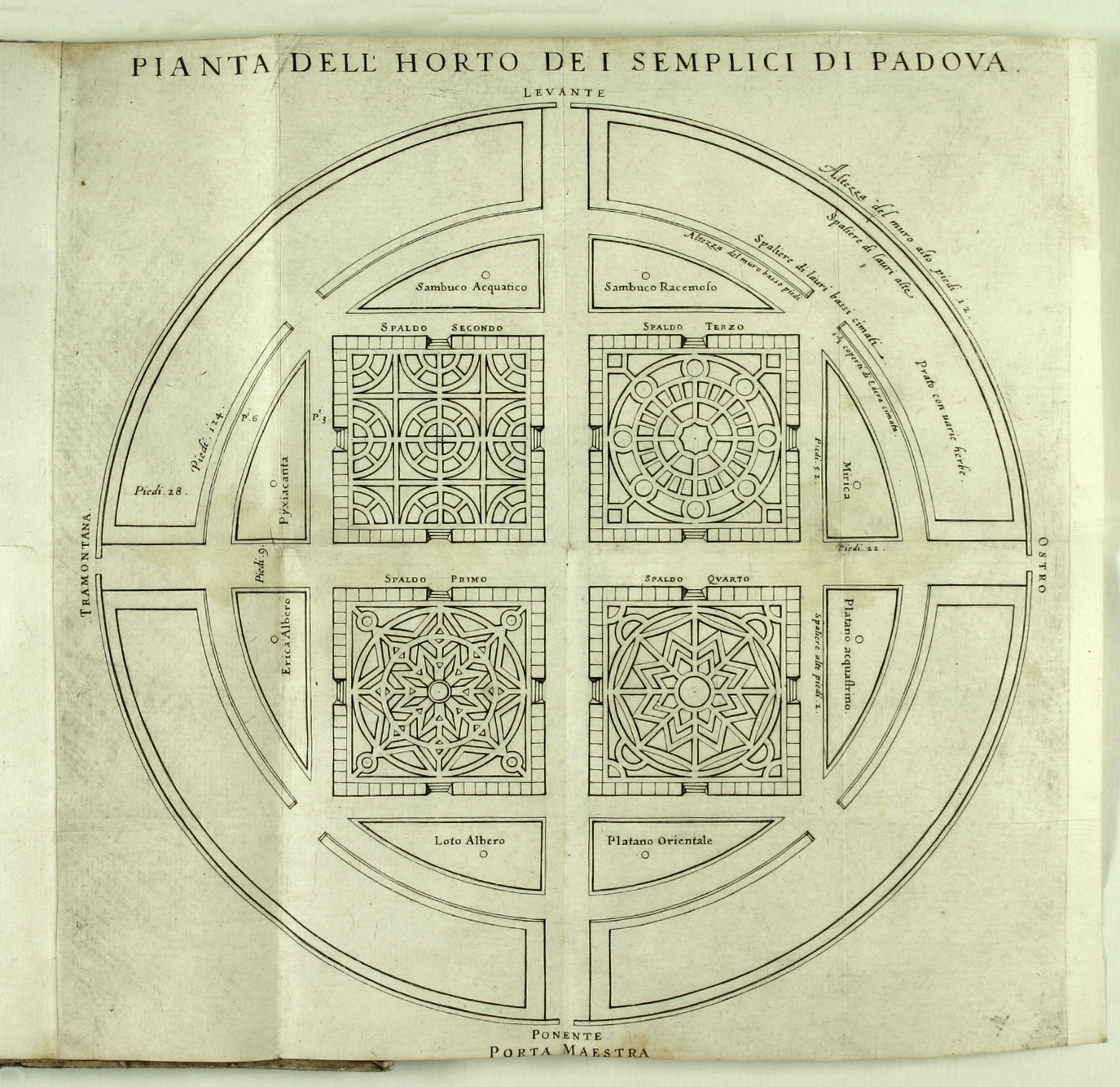
Übersichtsplan des botanischen Gartens zu Padua (Herzog August Bibliothek, Wolfenbüttel)

## Leben
Über Porros Leben ist wenig bekannt. Er arbeitete den größten Teil seines Lebens in Venedig und soll noch 1604 gearbeitet haben.

## Werk
Porro arbeitete mit Holz und Kupfer. Er gravierte beinahe 100 Vignetten für Imprese illustri di diversi (1536) von Camillo Camilli und schuf Gravuren für Orlando furioso (1548) von Ludovico Ariosto. Ariosto stellt in diesem Werk europäische Geschichte und Zukunft dar, reflektiert aber auch die Stellung von Malern und Dichtern und erinnert seine Auftraggeber daran, dass ihr zukünftiger Ruhm nicht nur von ihren eigenen Taten, sondern auch von der Repräsentation durch Dichter abhängt.  In diesem Zusammenhang bedienen sich wie der Autor auch die Illustratoren der Ekphrasis, einer anschaulichen Darstellung, die das von Porro entworfene Deckblatt durch die Zentralperspektive umsetzt.

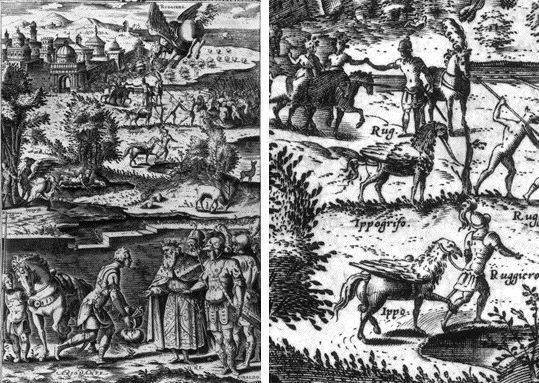
Orlando Furioso (Bibliothèque nationale de France)

Für Tomaso Porcacchis L'Isole piu famose del mondo (1572) schuf Porro die Kartenansichten. Porcacchi war ein Gelehrter, der keine Reisen außerhalb Italiens unternahm und dessen Kenntnisse der Geographie gering waren. Seine Stärke lag in der Redaktion von Texten, aus denen er Informationen zusammenstellte und einen neuen Text erarbeitete, durchsetzt mit Zitaten aus der klassischen Antike von  Homer, Aristoteles, Caesar, Vergil und von Autoren der italienischen Sprache wie Dante, Petrarca und Ludovico Ariosto. An dieser Konzeption von L'Isole piu famose del mondo hatte Porro vermutlich großen Anteil, er wird auf dem Titelblatt des Werkes genannt. Die Überschriften jeder Karte sind aufwändig gestaltet, und auf dekorative Funktion der Darstellung, zum Beispiel einer Windrose, wird geachtet. Die Karten zeigen eine hohe Dichte topographischer Details wie zum Beispiel Flüsse und Küstenlinien und sind im Stil der damaligen Ästhetik der venezianischen Kartografie gehalten. Große Atlanten waren im 16. Jahrhundert eine neue Form der Publikation. 

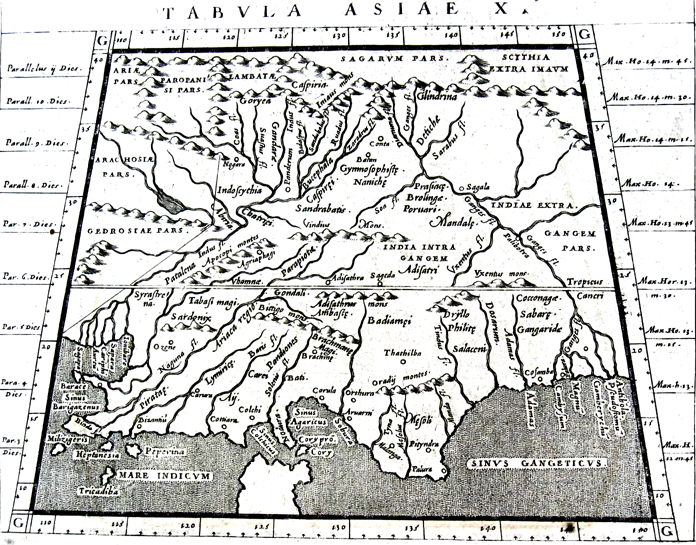
Karte Indiens

 1596 veröffentlichte Porro einen eigenen kleinen Weltatlas.
Weitere Arbeiten Porros finden sich in Funerali antichi di diversi Popoli et Natione von Tomaso Porcacchi (1574),  für Sommario delle Vite de’ Duchi di Milano von Scipione Barbò Soncino (1574) schuf Porro die Porträts. Auch die Karten in Girolamo Ruscellis Übersetzung der "Geographike Hyphegesis" von Ptolemäus aus dem Jahre 1574 sind von Porro.

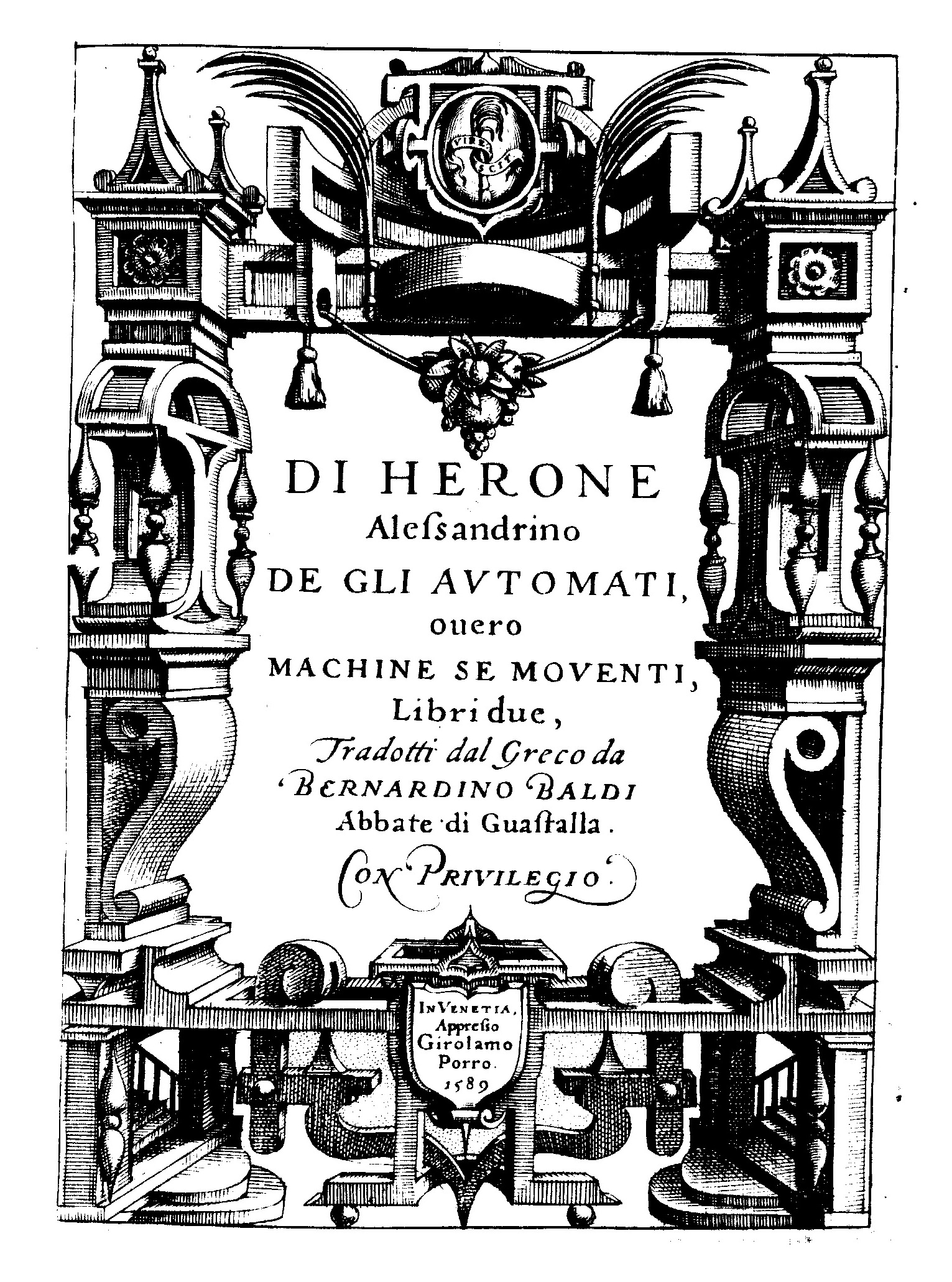
De glie automati ouero mache se moventi

 1589 druckte und illustrierte er Bernardino Baldis Übersetzung Heron von Alexandrias Automata unter dem Titel De glie automati ouero mache se moventi, libri due.
1591 veröffentlichte Porro L’horto de i semplici di Padova, einen Reiseführer für den botanischen Garten Paduas, der auch leere, nummerierte Seiten hatte, die den nummerierten Beeten im Garten entsprachen. Inspiriert war dieses Design vom Erinnerungstheater der Renaissance und der Entstehung von Alltagsbüchern in der Mitte des 16. Jahrhunderts.